# کینگ‌سافت
کینگ‌سافت (انگلیسی: Kingsoft) شرکت نرم‌افزار چینی است، که در سال ۱۹۸۸ تأسیس شد.
لی جون، مدیر عامل این شرکت در آوریل 2010، شرکت شیائومی را تاسیس کرد.